# Lotte Weeda
Lotte Weeda is een roman van de Nederlandse schrijver Maarten 't Hart. Het boek kwam in 2004 uit bij de uitgeverij De Arbeiderspers en verhaalt over een dorpje in Zuid-Holland waar paniek uitbreekt als blijkt dat de dorpsbewoners die staan afgebeeld in een fotoboek kort na elkaar overlijden.

## Verhaal
De verteller, een bioloog, is in zijn woonplaats Monward (Warmond) een lokale beroemdheid vanwege “De roekeloze buiteling”, een boek over de verschillen tussen seksuele voortplanting en klonen. Bij de schilderes Molly waar hij naakt poseert, ontmoet hij de fotografe Lotte die bezig is met een fotoboek over markante personen in Monward. Zij vraagt de verteller om het voorwoord voor het boek te schrijven en haar rond te leiden in het dorp. De bioloog wijst haar op de jonge dominee van het dorp, Maria en op de eigenares van de beautysalon, de Somalische Sirena. Van de laatste wordt beweerd dat ze transseksueel is. Als Lotte wordt geïntroduceerd bij Abel en Leonora blijkt er iets mis in het huwelijk van laatstgenoemden. Abel verkeert in de waan dat Leonora een slet is en dat alle kinderen uit zijn twee huwelijken niet van hem zijn. Leonora vraagt aan de verteller of hij een slang kan identificeren die haar kleinzoon uit Kroatië heeft meegenomen. Het blijkt een scheltopusik te zijn, een pootloos en onschuldig reptiel. Als blijkt dat Leonora de ‘slang’ heeft laten ontsnappen, breekt er toch paniek uit in het dorp en storten de media zich op het verder onschuldige dier. Als Abel zich steeds gekker en gewelddadiger gaat gedragen, voelt Leonora zich meer en meer aangetrokken tot de verteller, ze kust hem maar hij weet zelf niet goed raad met de situatie.
Inmiddels is het fotoboek onder de titel “Sluitertijden” uitgekomen en wordt gepresenteerd in Monward. Na de presentatie vertrekt Lotte naar Indonesië om daar de gevechten in Atjeh fotografisch te verslaan. Dan gebeuren er vreemde dingen. Abel, de man van Leonora, overlijdt na een zoveelste woede-uitbarsting aan een hartaanval. Hij staat afgebeeld in het fotoboek en blijkt niet de enige van de afgebeelde Monwarders te zijn die is overleden. Het blijkt dat er al tien afgebeelde dorpelingen hem zijn voorgegaan. Het waren bijna allemaal bejaarden, maar dat kan de publieke opinie niet tot rust brengen. Zeker als ook een jong gezin omkomt bij een vliegtuigongeluk doet het gerucht de ronde dat iedereen die in het boek staat afgebeeld, snel zal sterven. Ook Sirena wordt bang en praat met de verteller over haar angst voor de naderende dood. Ze bekent transseksueel te zijn en na het gesprek gaan ze met elkaar naar bed. Een vriend van Abel, Taeke, wakkert de paniek rond het fotoboek aan door te stellen dat Lotte over geheime magische krachten beschikt. Ze zou zwarte magie uit Indonesië, de stille kracht ofwel goena-goena, hebben losgelaten op het dorp. Niet lang daarna springt Taeke van een brug en overlijdt maanden later in het ziekenhuis.
De verteller lijkt zelf ook niet aan het noodlot te ontkomen. Als hij een kolossale tak wil loszagen valt hij uit de boom en bijna in de elektrische zaag. Met de dood voor ogen wordt zijn seksuele verhouding met Sirena steeds heftiger, ondanks het feit dat de jaloerse vriend van de vrouw hen betrapt. De verteller heeft nog meer problemen. De overheid is bezig om de uitgebroken vogelpest onder pluimvee te bedwingen door op grote schaal dieren te ruimen. Ook hobbypluimvee moet er aan geloven. De verteller verbergt al snel een zestal ganzen en een oude ooievaar. Intussen blijkt Lotte weer te zijn opgedoken. Er wordt in het dorp een folder verspreid waarin door Lotte wordt opgeroepen om geld te storten voor slachtoffers in Atjeh. Hier wordt massaal gehoor aan gegeven. Veel rijke dorpsbewoners storten geld omdat zij hopen op die manier de vloek van Lotte te kunnen afwenden. Als de verteller bezig is om in boomwortels te zagen wordt hij gestoken door wespen. Normaliter zou hij dood moeten zijn, want hij is allergisch voor wespensteken, maar hij overleeft het ongeluk. Hiermee lijkt de vloek ontkracht, zeker als niet lang daarna Lotte zijn erf oploopt. Ze heeft Indonesië moeten verlaten en is bang voor de Indonesische geheime dienst die nu achter haar aan zou zitten. Net als de ganzen mag ook Lotte bij de verteller onderduiken.

## Achtergrond
Het motto van het boek: “Enkel de waan is aan allen gegeven” van Xenophanes geeft de toon aan van het boek. De wereld laat zich door de waan van de dag regeren. De torens van het WTC in New York worden door terroristen vernietigd, in Atjeh woedt een burgeroorlog, miljoenen dieren worden afgeslacht in verband met de vogelgriep, maar in Monward maakt men zich druk over de magische krachten van een fotoboek. In de roman snellen de wanen voorbij. Abel is ervan overtuigd dat zijn kinderen niet van hem zijn en Taeke ziet in Lotte een Indonesische heks. Een onschuldig reptiel krijgt de status van een gevaarlijke slang en politiemannen jagen met getrokken dienstpistool op ganzen die geruimd moeten worden. In deze roman weet ’t Hart de realiteit te vermengen met de fantasie. Hij blijft daarvoor weer dicht bij zijn eigen omgeving. Het is niet moeilijk om in Monward een anagram te zien van Warmond, de huidige woonplaats van ’t Hart. Ook heeft hij in 1991 het voorwoord geschreven voor het fotoboek ‘Portretten in Warmond’ van fotografe Els Hansen die 160 markante Warmonders fotografeerde. Uiteraard leidde de publicatie van Hansens boek niet tot de dood van 160 geportretteerde inwoners, daarvoor komt de fictie om de hoek kijken. De schrijver laat zien hoe de mensheid omgaat met de waarheid en de leugen en dat men al snel het verschil niet meer ziet. Niet voor niets citeert hij Xenophanes. Het citaat uit het motto is afkomstig van een van de fragmenten die deze filosoof heeft nagelaten: “En wat de waarheid betreft, zo is en zal er niemand zijn die haar kent met betrekking tot de goden en al die dingen waarover ik steeds weer spreek. Want zelfs al zou iemand toevallig eens het allervolmaakste uitspreken dan zou hij dit zelf niet weten. Enkel de waan is aan allen gegeven”. De roman heeft overigens een voor deze schrijver opvallende seksuele ondertoon. De naamloze hoofdpersoon wordt omringd door vrouwen, de schilderes Molly, de fotografe Lotte, Leonora, de transseksueel Sirena en de vrouwelijke dominee, Maria. Ze vertegenwoordigen allen afsplitsingen van de vrouw, de verleidelijke Sirena, de moederlijke Maria, de mysterieuze heksachtige Lotte, de martelares Leonora en de haatdragende Molly. Uiteindelijk blijft er niemand bij de verteller, behalve Lotte maar die komt alleen onderduiken. Maar ook dan regeert de waan, zij denkt achterna te worden gezeten door de Indonesische geheime dienst. De hele roman door houden nachtelijke vliegtuigen van en naar de luchthaven Schiphol de bewoners 's nachts uit hun slaap, welk lawaai nadelig uitpakt voor de gemoedsrust van de inwoners.
Bij het verschijnen van “Lotte Weeda” was er nog het nodige te doen om het feit dat ’t Hart zijn novelle “De
scheltopusik”, die hij in 2003 schreef in opdracht van de De Bijenkorf, vrijwel integraal had opgenomen in de roman. Bij sommige lezers kan het ongenoegen hebben opgewekt. Anderzijds is deze novelle als voorstudie van deze roman een feest der herkenning. Het hondje is hierin net als zijn baasje ook nog zonder naam, waardoor zijn naam "Anders" in de opvolgende roman een knipoog naar de trouwe lezers is. De roman is "anders" dan de novelle en toch ook weer een passende vervolg door het breder geschetste perspectief.

## Voetnoot
1. ↑  Zijn naam wordt in de roman niet genoemd, wel die van zijn bijna onafscheidelijke hondje dat "Anders" heet.
2. ↑  Het boek gebruikt als spelling "scheltopoesik'. De eerdere novelle had als titel: "De scheltopusik".